# Egon Thun
Rune Egon Verner Thun, född den 27 mars 1931 i Lidköping, död den 5 augusti 1986 i Örebro, var en svensk arkeolog och museiman.
Thun avlade studentexamen 1950, filosofie kandidatexamen vid Lunds universitet 1954,  filosofisk ämbetsexamen där 1958 och filosofie licentiatexamen 1963. Han var assistent vid Lunds universitets historiska museum 1959–1964 och tillförordnad antikvarie vid byggnadsminnesavdelningen på Riksantikvarieämbetet 1965. Thun blev landsantikvarie i Kristianstads län 1966 och i Örebro län och intendent vid Örebro läns museum 1973. Han publicerade skrifter i medeltidsarkeologi.